# Quintanaélez
Quintanaélez – gmina w Hiszpanii, w prowincji Burgos, w Kastylii i León, o powierzchni 17,47 km². W 2011 roku gmina liczyła 62 mieszkańców.